# Астафьев, Александр Филиппович
Александр Филиппович Астафьев (1781—1850) — член «Союза благоденствия», командир Екатеринбургского пехотного полка.
Родился в 1781 году. Его отец — премьер-майор Филипп Васильевич Астафьев.
В чине подполковника 9 января 1816 года был назначен командиром Екатеринбургского пехотного полка и в том же году — 30 августа был произведён в полковники, а 26 ноября получил орден Св. Георгия 4-й степени (за выслугу). Ранее, 3 июня 1813 года был награждён орденом Св. Анны 2-й степени.
Был членом «Союза благоденствия». На основании показаний Н. И. Комарова, который назвал членом общества полковника Астафьева, не зная его имени и места службы, был арестован Лев Астафьевич Астафьев, освобождённый уже 22 января 1826 года. Что касается Александра Филипповича Астафьева, то он не арестовывался, поскольку было выяснено, что он скоро «отклонился и не участвовал в тайных обществах, возникших после 1821-го года» и Высочайше было повелено оставить его участие без внимания.
Оставался командиром Екатеринбургского полка до 28 июля 1826 года.
Умер 5 (17) октября 1850 года. Похоронен в Москве в Алексеевском монастыре, могила не сохранилась.